# Justin Mühlenhardt
Justin Mühlenhardt (* 1982 in Nürnberg) ist ein deutscher Schauspieler.

## Leben
Justin Mühlenhardt, der in seiner Geburts- und Heimatstadt Nürnberg aufwuchs, absolvierte seine Schauspielausbildung von 2004 bis 2008 an der Otto-Falckenberg-Schule in München. Seine ersten Bühnenauftritte hatte er 2007 während seiner Ausbildung im Werkraum der Münchner Kammerspiele und als Petrell in Krankheit der Jugend in einer Produktion der Otto-Falckenberg-Schule.
Von 2008 bis 2015 war Mühlenhardt festes Ensemblemitglied am Münchner Volkstheater. Seither ist er dort weiterhin für verschiedene Produktionen als Gast engagiert. 
Zu seinen Rollen am Münchner Volkstheater gehörten u. a. Valentin in Faust (2008, Regie: Simon Solberg), Aegisth in der Orestie (2010, Regie: Christine Eder), Billy Bibbit in Einer flog über das Kuckucksnest (2011, Regie: Simon Solberg), Münz-Matthias in Die Dreigroschenoper (2011, Regie: Christian Stückl), Camillo in Ein Wintermärchen (2014, Regie: Christian Stückl) und Jascha in Kinder der Sonne (2014, Regie: Csaba Polgár). Seit 2011 spielt er am Münchner Volkstheater, gemeinsam mit Pascal Fligg und Nicola Fritzen, den Felix Krull in einer Bühnenfassung von Bastian Kraft.
Am Münchner Volkstheater arbeitete er auch mit den Regisseurinnen Mareike Mikat, Anna Bergmann, Bettina Brunier und Karen Breece zusammen.
2016 gastierte er am Stadttheater Landsberg in Antigone. In der Spielzeit 2021/22 ist er für die Neuinszenierung von Amphitryon als Gast am Staatstheater Nürnberg engagiert.
Neben der Mitwirkung in diversen Kurzfilmen arbeitet Mühlenhardt seit 2015 auch verstärkt für das Fernsehen. In der 20. Staffel der ZDF-Serie Die Rosenheim-Cops (2021) spielte er den tatverdächtigen Lebensgefährten einer getöteten Finanzbeamtin. Eine weitere Episodenrolle übernahm er in der 20. und letzten Staffel der ARD-Serie Um Himmels Willen (2021) als Cracker René Lang.
Justin Mühlenhardt ist Vater eines Sohnes und lebt in Nürnberg und München.

## Filmografie (Auswahl)
- 2015: Mutterliebe (Kurzfilm)
- 2016: Die Chefin: Kopf gegen Herz (Fernsehserie, eine Folge)
- 2016; 2020: Der Alte (Fernsehserie, zwei Folgen)
- 2017: Mr. Love Bomb (Kurzfilm)
- 2018: 1918 Aufstand der Matrosen (TV-Dokudrama)
- 2019: Tonio & Julia: Schulden und Sühne (Fernsehreihe)
- 2021: Die Rosenheim-Cops: Verlobt oder tot (Fernsehserie, eine Folge)
- 2021: Um Himmels Willen: Doppelleben (Fernsehserie, eine Folge)